# 16226 Бітон
16226 Бітон (16226 Beaton) — астероїд головного поясу, відкритий 29 лютого 2000 року.
Тіссеранів параметр щодо Юпітера — 3,199.